# جنگل‌زدایی در برزیل

Home to much of the Amazon rainforest, Brazil's tropical primary (old-growth) forest loss greatly exceeds that of other countries.

Overall, 20% of the Amazon rainforest has been "transformed" (deforested) and another 6% has been "highly degraded", causing Amazon Watch to warn that the Amazonia is in the midst of a tipping point crisis.

زمانی برزیل بالاترین نرخ جنگل‌زدایی جهان را داشت و در سال ۲۰۰۵ بیشترین میزان جنگل‌زدایی سالانه متعلق به برزیل بود. از سال ۱۹۷۰، بیش از ۷۰۰ هزار کیلومتر مربع از جنگل‌های بارانی آمازون از بین رفته‌اند. در سال ۲۰۰۱، مساحت آمازون تقریباً ۴/۵ میلیون کیلومتر مربع بود که تنها ۸۷ درصد از اندازه اصلی آمازون بود. طبق داده‌های رسمی، حدود ۷۲۹ هزار کیلومتر مربع از جنگل‌های آمازون از بین رفته‌اند که معادل ۱۷ درصد از کل مساحت آن است و در ۲۰ سال گذشته نیز قریب به ۳۰۰ هزار کیلومتر مربع از جنگل آمازون از بین رفته‌اند.
During the early 2000s, deforestation in the Amazon rainforest showed an increasing trend, with an annual rate of 27,423 km2 (10,588 sq mi) of forest loss recorded in 2004. Subsequently, the annual rate of forest loss generally slowed between 2004 and 2012, although there were spikes in deforestation rates in 2008, 2013, and 2015.
مساحت جنگل‌های بارانی عمدتاً به دلیل جنگل‌زدایی کاهش یافته‌است. بین ماه مه ۲۰۰۰ و اوت ۲۰۰۶، برزیل نزدیک به ۱۵۰ هزار کیلومتر مربع از جنگل‌های خود را از دست داده‌است، معادل مساحتی بزرگتر از کشور یونان. طبق گزارش Living Planet در سال ۲۰۱۰، جنگل زدایی با سرعت نگران کننده‌ای در حال پیشروی است. در نهمین کنفرانس کنوانسیون تنوع زیستی، ۶۷ نماینده با هدف به دستیابی به جنگل زدایی خالص صفر تا سال ۲۰۲۰ عهدنامه‌ای را امضا کردند. به دلیل جنگل‌زدایی، آمازون در دهه ۲۰۱۰ یکی از انتشاردهندگان اصلی گازهای گلخانه‌ای بوده‌است.
اثرات جنگل‌زدایی عبارتند از خسارات مالی شدید، آسیب‌های اجتماعی و فقدان تنوع زیستی. زیان اقتصادی ناشی از جنگل زدایی در برزیل قریب به ۳۱۷ میلیارد دلار در سال برآورد می‌شود که تقریباً ۷ برابر بیشتر از ارزش تمامی محصولات تولید شده در نتیجه جنگل‌زدایی است. در سال ۲۰۲۳ بانک جهانی گزارشی را تحت عنوان «قانونی متعادل‌کننده برای استان‌های برزیل در بخش آمازون: یادداشتی اقتصادی» منتشر کرد که در آن برنامه‌ای اقتصادی با هدف توقف جنگل‌زدایی در منطقه جنگل‌های بارانی آمازون معرفی شده بود.

## تاریخ
جنگل‌زدایی جنگل‌های ناحیه اقیانوس اطلس یا ماتا آتلانتیکا به دوران استعمار پرتغال و توسعه سریع شهرها بازمی‌گردد. پیش از اقدامات انسان، قریب به ۱۷ درصد از مساحت برزیل را جنگل‌ها پوشش می‌دادند. برخلاف آمازون که در سال‌های اخیر تنها با جنگل‌زدایی مواجه بوده‌است، جنگل‌های ناحیه اقیانوس اطلس دهه‌هاست که با هدف توسعه زمین، خرید و فروش و کشاورزی مورد استفاده قرار گرفته‌اند. از قرن شانزدهم، جنگل‌ها به دلیل توسعه ناپایدار قهوه، نیشکر، چوب برزیل و دام در منطقه تحت فشار قرار گرفته‌اند.
قبل از دهه ۱۹۶۰، به دلیل محدودیت دسترسی به منطقه آمازون مساحت زیادی از جنگل‌ها دست نخورده باقی مانده بودند. به دلیل خاک ضعیفِ منطقه کشاورزی کاری بی‌ثمر بود. جنگل زدایی آمازون زمانی آغاز شد که استعمارگران در دهه ۱۹۶۰ مزارعی را در جنگل‌ها ایجاد کردند. استعمارگران پس از کشت محصولات خود از روش زمین‌سوزی استفاده می‌کردند اما به دلیل رشد زیاد علف‌های هرز و کاهش حاصلخیزی خاک قادر به استفاده درست از مزارع خود نبودند. خاک منطقه آمازون تنها برای مدت بسیار کوتاهی بارور است به همین خاطر کشاورزان باید مرتبا در حرکت باشند و زمین‌های بیشتری را پاکسازی کنند.
استعمار در منطقه آمازون تحت سلطه دامپروری بود چرا که علف حتی در خاک‌های فقیر نیز رشد می‌کرد و دامپروری به نیروی کار کمی زیاد نیاز نداشت و با سود و موقعیت اجتماعی مناسبی همراه بود.
برآورد می‌شود که ۳۰ درصد از جنگل‌زدایی‌ها ناشی از اقدامات کشاورزان کوچک بوده‌است. نرخ جنگل‌زدایی در مناطق تحت سکونت این دسته از کشاورزان بیش از مناطق تحت سلطه زمین‌داران متوسط و بزرگ است که ۸۹ درصد از زمین‌های خصوصی و قانونی آمازون را در اختیار دارند.